# مائة وزن

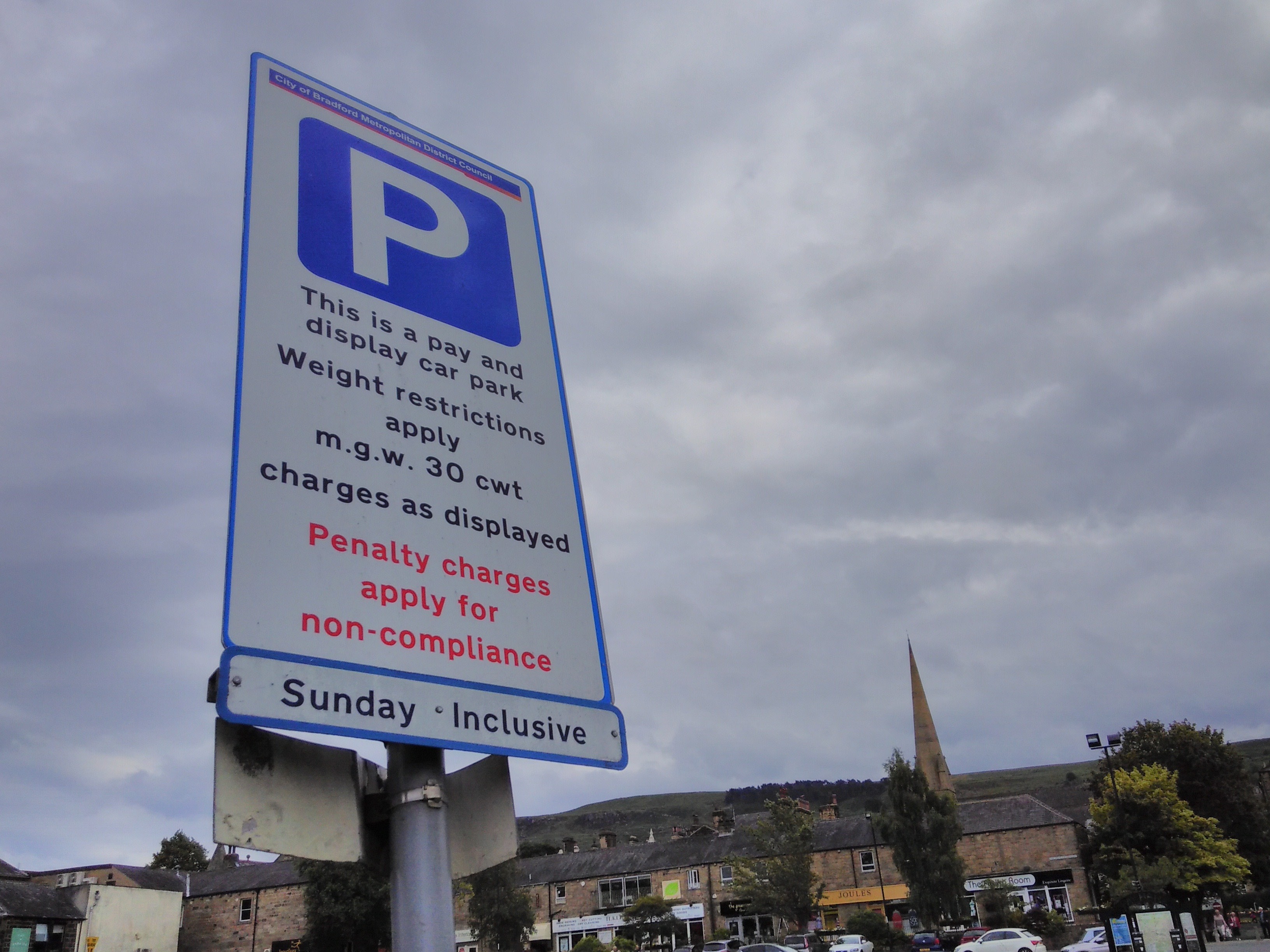
Hundredweight (cwt) المستخدمة في لافتة طريق في Ilkley ، يوركشاير.

مائة وزن (بالأنجليزية hundredweight بالختصار: cwt)، المعروف سابقًا باسم centum weight أو قنطار ، هو وحدة وزن أو كتلة مستخدمة في الإمبراطورية البريطانية ووحدات القياس العرفية الأمريكية. تختلف قيمتها بين الأنظمة الإمبريالية الأمريكية والبريطانية. يتم تمييز هاتين القيمتين في اللغة الإنجليزية الأمريكية على أنهما «البريطاني» و «الأمريكي» مائة وزن وفي الإنجليزية البريطانية باسم «الوزن الإمبراطوري».
- مائة وزن يساوي 100 رطل أمريكي أي 45,36 كغ.[1]
- مائة وزن أو الإمبراطوري 112 رطل أي 50,8032 كغ في النظام وحدات الإمبراطورية.[2]

بموجب كلا الاتفاقيتين، هناك 20 مائة طن أمريكي، ينتج 2000 أونصة و 20 مائة «طن بريطاني» تعادل 2240 أونصة.